# Långtjärnen (Idre socken, Dalarna, 687730-132038)
Långtjärnen är en sjö i Älvdalens kommun i Dalarna och ingår i Dalälvens huvudavrinningsområde.